# Leonard Jimmie Savage
Leonard Jimmie Savage (Detroit, 20 novembre 1917 – New Haven, 1º novembre 1971) è stato un matematico e statistico statunitense.

## Biografia
Leonard Savage conseguì la laurea in matematica ad Ann Arbor e successivamente lavorò all'Institute for Advanced Study di Princeton (New Jersey), all'Università di Chicago, all'Università del Michigan, all'Università di Yale e nello Statistical Research Group della Columbia University. Durante la II guerra mondiale fu assistente di John von Neumann, il matematico a cui si attribuisce la costruzione dell'Harvard Mark I, il primo calcolatore digitale automatico
Il suo lavoro più noto è il libro Foundations of Statistics del 1954, nel quale sviluppò ulteriormente la teoria della probabilità soggettiva che sottostà alla teoria bayesiana e alla sua applicazione nella teoria dei giochi.

## Opere
- Leonard J. Savage, The foundations of statistics. New York: John Wiley & Sons; London: Chapman & Hall, 1954
- Leonard J. Savage e Lester E. Dubins, Inequalities for stochastic processes: how to gamble if you must. New York: Dover, 1965
- Leonard J. Savage, The writings of Leonard Jimmie Savage: a memorial selection. Washington: The American statistical association and the Institute of mathematical statistics, 1981